# Irmengard bei Rhein
Die welfische Pfalzgräfin Irmengard bei Rhein – auch bekannt als Irmengard von Baden oder Irmgard von Baden (* um 1200; † 24. Februar 1260) – war die Gemahlin des Markgrafen Hermann V. von Baden und Gründerin des Klosters Lichtenthal bei Baden-Baden.

## Leben
Irmengard  war die um 1200 geborene ältere Tochter von Agnes von Staufen, der Erbtochter des rheinischen Pfalzgrafen Konrad von Staufen sowie von Heinrich dem Älteren von Braunschweig, der durch seine Heirat ab 1195 Pfalzgraf bei Rhein war. Irmengard war damit Enkelin des Herzogs von Sachsen Heinrichs des Löwen. Um 1217 wurde sie mit Markgraf Hermann V. von Baden vermählt und brachte in die Ehe den Besitz der Stadt Pforzheim ein, die dann bis 1918 beim Haus Baden verblieb. Irmengards dynastische Herkunft – väterlicherseits aus dem Geschlecht der Welfen und mütterlicherseits aus dem der Staufer – trug durch Vermählung „wesentlich zur Hebung des badischen Ansehens bei“.
Irmengard und Hermann sind bekannt als Förderer der Klöster in Maulbronn, Tennenbach, Herrenalb, Selz, Salem und des Stifts Backnang. Die seit 1243 verwitwete Irmengard war 1245 Gründerin des Klosters Lichtenthal in Lichtental bei Baden-Baden, also gelegen in der Nähe der markgräflichen Residenz Hohenbaden. Beim Bau des Frauenklosters wurde sie von ihren beiden Söhnen, den Markgrafen Hermann VI. und Rudolf I. von Baden, finanziell und durch Zustiftungen unterstützt.
Aus der Ehe mit Markgraf Hermann V. gingen folgende Kinder hervor:
- Hermann (* um 1225; † 4. Oktober 1250); ab 1243 regierend als Markgraf Hermann VI. von Baden
- Rudolf (* um 1230; † 19. November 1288); ab 1243 zusammen mit seinem Bruder regierend als Markgraf Rudolf I. von Baden
- Mechthild († 1259) ⚭ (4. April 1251) Graf Ulrich I. von Württemberg (* um 1222; † 25. Februar 1265), genannt der Stifter.
- Elisabeth

1. ⚭ Graf Eberhard von Eberstein
2. ⚭ Ludwig II. von Lichtenberg.

Nach dem Tod ihres Gemahls Markgraf Hermann V. im Januar 1243 verheiratete sich Irmengard  nicht erneut, sondern „ein langgehegter Plan“ soll dann als ihr „zweite[s] Lebenswerk die Gründung eines Zisterzienserinnenklosters“ in Lichtental vorgesehen haben. Die Klostergründung muss im Frühjahr oder Frühsommer 1245 erfolgt sein, denn der erste päpstliche Schutzbrief für das Kloster datiert vom 4. Juli 1245. Dass Irmengard spätestens in den 1250er-Jahren auch im Kloster Lichtenthal lebte, wie es das unverbriefte Recht der Stifterinnen war, ist anzunehmen. Im Jahre 1248 ließ Irmengard den Leichnam ihres bereits 1243 verstorbenen Gemahls Markgraf Hermann V. vom Augustiner-Chorherrenstift Backnang in ihr neu gegründete Kloster überführen, was dort letztlich zur Gründung eines Hausklosters mit neuer Familiengrablege der Markgrafen von Baden führte. Die zeitliche Verzögerung der Überführung von fünf Jahren dürfte sich aus dem noch im Bau befindlichen Kloster erklären. Die Beisetzung Hermanns am 3. November 1248 im Kloster Lichtenthal fiel schließlich zusammen mit der Weihe des Hochaltars im Presbyterium der ebenfalls noch nicht fertiggestellten Klosterkirche und der offiziellen Eingliederung des Frauenklosters in den Zisterzienserorden.
Über Irmengards eigenen Tod 12 Jahre später ist wenig bekannt. Laut Lichtenthaler Nekrolog ging sie am 24. Februar 1260 „ganz still hinüber in den Frieden der Ewigkeit“. Die Beisetzung fand am 28. Februar 1260 im Kloster Lichtenthal unter Teilnahme ihres Sohnes Markgraf Rudolfs I. statt. Die Gebeine des Markgrafenpaars wurden in einem Ossuar vor dem Hauptaltar der Klosterkirche beigesetzt. Das Kloster Lichtenthal begeht auch heute noch traditionell den Todestag Ihrer Gründerin als „Irmengardistag“ stets am 24. Februar, dem Fest des heiligen Apostels Matthias. Dabei wird der Todestag alljährlich am Vorabend durch die Äbtissin feierlich im Chor ausgekündigt, wobei der Text auch die Nennung ihrer einstigen Stiftungsgüter umschließt.

## Grabplatte und Tischgrabmal
Die schlichte Grabplatte Irmengards – wohl noch aus dem 13. Jahrhundert – ist erhalten und wurde 1947 im Zuge der Erneuerung des Fußbodens entnommen und dann aufrecht in das Mauerwerk der nordöstlichen Schrägwand des Chorpolygons rechts neben der Sakramentsnische eingelassen. Die stark abgetretene, hochrechteckige Sandsteinplatte zeigt im Binnenfeld über einem Wappenschild ein Tragkreuz in Ritzzeichnung, das aus einem annähernd kleeblattendigen griechischen Kreuz und einem etwas schmaleren Stab besteht. Darüber befindet sich in der oberen Rahmenleiste der in gotischen Majuskeln eingemeißelte Grabtitel „IRMENGARDIS / FVNDATRIX“ (Irmengard, die Stifterin). Die Echtheit der Grabplatte war seit dem 19. Jahrhundert verschiedentlich angezweifelt worden, was jedoch durch 2009 veröffentlichte, kunsthistorische und Inschriftenforschungen als widerlegt gilt.
Rund 80 Jahre nach Irmengards Tod wurde in den 1340er-Jahren zusätzlich ein aufwändig gestaltetes Tischgrabmal für die verehrte Klostergründerin errichtet, nachdem der gotische Umbau des Gebäudes vollendet worden war. Das Tischgrabmal war ursprünglich wohl zentral vor dem Hochaltar der Klosterkirche über ihrer Grabstätte aufgestellt und wurde 1724 seitlich auf die Evangelienseite des Hauptaltars versetzt. Seit der Kirchenrenovierung von 1946/47 stand das Grabmal wieder in der Mitte der Kirche, bevor es 1968 im Zuge einer weiteren Kirchenrenovierung nach dem Zweiten Vatikanischen Konzil in die benachbarte Fürstenkapelle ausgelagert und dort im Südwestbereich des Langhauses aufgestellt wurde. Das kunsthistorische bedeutende Tischgrab der Irmengard von Baden ist von dem Bildhauer Wölflin von Rouffach aus Straßburg geschaffen worden, wie die für diese Zeit seltene Künstlersignatur in deutscher Sprache dokumentiert: „DIS · WERC · MAHTE · MESTER · WLVELIN · VON · STRASBVRC“.
In der von Pfarrer Benedikt Bauer veröffentlichten Geschichte des Klosters Lichtenthal wird das repräsentative Grabmal 1896 in zeittypischer Sprache (noch vor späteren weiteren Veränderungen) detailliert und erläuternd so beschrieben:
„Auf der Evangelienseite (links vom Hauptaltar) ruht auf einer aus grauem Sandstein gehauenen Platte vom 3 Meter Länge und 1,50 Meter Breite, welche von zwei Löwen getragen wird, die Markgräfin Irmengard, überlebensgroß, wie auf einem Paradebett. Platte und Figur bilden e i n e Masse. Rechts und links der Ruhestätte breiten zwei Engel, kaum erkennbar, ein Linnen über das Lager hin. Wie verklärt liegt die edle Frau, von der uns die Geschichte berichtet, daß sie ihre hohe Schönheit bis ans Lebensende bewahrt habe, vor uns hingebettet, den Blick zum Himmel gekehrt, im Chorgewande der Nonnen, dessen weite Aermelöffnung noch das Fürstengewand sichtbar werden lässt. Das vom Schleier umrahmte Haupt ruht auf einem doppelten Kissen. Ihr schön gezeichnetes Antlitz läßt uns nur die heitere, faltenlose Stirne, die seelenvollen Augen, den feingeschlossenen Mund, Nase und Wangen bewundern; die beiden Seiten des Hauptes und das Kinn verdeckt der Schleier, der sich leicht anschmiegt. Auf der Brust trägt die Fürstin, was ihr in den Tagen der Zurückgezogenheit von der Welt das Liebste und Teuerste war, Lichtenthals Münster. Während ihre Linke voll sorgsamer Liebe das Kirchlein umfasst, hält die Rechte seitwärts dasselbe fest und zwar in einer Weise, wie wenn sie dem Gotteshause zugleich noch ihren letzten Segen erteilen wollte. mit wahrhaft altgriechischer Grazie fällt der Mantel in leichtem Faltenwurf hinab zu den Füßen, die, klein und niedlich, mit schöngeformten  spitzigen Schuhen bekleidet, das schiefliegende Schild mit dem Pfälzer Löwen berühren, dem Wappen des Hauses, dem sie, eine Pfalzgräfin bei Rhein, entstammt war. als Schildhalter gewahren wir zwei Hündlein, wie wir sie gar oft auf Grabmälern jener Zeit, besonders bei verehelichten Frauen, finden, zur Bezeichnung ihrer unverbrüchlichen, bis über das Grab hinausreichenden Treue gegen ihren Gatten. Die ganze herrliche Gestalt wird von einem nischenartigen Bogengesimse umschlossen. An den Rändern der Platte läuft die in schönster Rundschrift geschriebene, aus vier leonischen Versen bestehende Inschrift“: „+ ANNIS · IN VENTIS · XLV · MILLE · DVCENTIS · ALMA · PALATINA · FVNDAVIT · LAVDE · / SVPINA · TVNC · JRMENGARDIS · HOC / · CLAVSTRV(M) · LVCIDA · VALLIS · LVCET · P(ER) MORES · VI(R)TUTES · RES · ET · HONORES“. (Übersetzung: Als das Jahr Tausend zweihundert 45 erreicht worden war, da stiftete die wohltätige Pfalzgräfin Irmengard in stolzer Ruhmestat dieses Kloster Lichtenthal. Sie leuchtet durch Sitten, Tugenden, Werke und Ehren.)

## Varia
Im Hauptstaatsarchiv Stuttgart wird ein 1259 datiertes Reitersiegel der Irmengard von Baden aufbewahrt. Darin ist die Markgräfin auf dem Pferd im Damensitz reitend dargestellt und hält jagend in ihrer linken Hand einen Falken. Der Siegeltyp erinnert an das hochadelige Reitersiegel und ist die Variante für Frauen. Im Unterschied zu Männersiegeln ist der Kopf der Markgräfin nicht verdeckt, doch lässt die Darstellung keine individuellen Züge erkennen. Das Siegel trägt die Umschrift „+ IRMENGARDIS • MARCHIONISSE • DE • BADIN“.
Die Badische Landesbibliothek Karlsruhe besitzt ein Privatpsalterium des 13. Jahrhunderts aus dem Kloster Lichtenthal, das verschiedentlich als angebliches „Gebetbuch der Irmengard von Baden“ bezeichnet wurde. Der persönliche Besitz Irmengards ist allerdings nicht nachgewiesen.

## Belege
1. ↑  Bernd Schneidmüller: Die Welfen. Herrschaft und Erinnerung. W. Kohlhammer, Stuttgart / Berlin / Köln 2000, S. 268, 274 (zitiert nach manfred-hiebl.de, abgerufen am 30. Januar 2022).
2. ↑  Pia Schindele: Die Abtei Lichtenthal Ihr Verhältnis zum Cistercienserorden, zu Päpsten und Bischöfen und zum badischen Landesherrn im Laufe der Jahrhunderte. In: Freiburger Diözesan-Archiv, Bd. 104 (1984) (Digitalisat auf freidok.uni-freiburg.de, abgerufen am 30. Januar 2022), S. 19–166, hier S. 26.
3. ↑  Vgl. die deutsche Inhaltsangabe der lateinischen Urkunde vom März 1245 Landesarchiv Baden-Württemberg, Abt. Generallandesarchiv Karlsruhe, 35 Nr. 34, auf deutsche-digitale-bibliothek.de, abgerufen am 30. Januar 2022.
4. ↑  Irmgard von Braunschweig, Markgräfin von Baden. In: manfred-hiebl.de. Karl-Heinz Schreiber, 2002, abgerufen am 30. Januar 2022.
5. 1 2  Maria Agnes Wolters: Markgräfin Irmengard von Baden. In: Badische Heimat 40 (1960) S. 355–362. (Digitalisat auf badische-heimat.de, abgerufen am 30. Januar 2022), hier S. 357.
6. ↑  Pia Schindele: Die Abtei Lichtenthal Ihr Verhältnis zum Cistercienserorden, zu Päpsten und Bischöfen und zum badischen Landesherrn im Laufe der Jahrhunderte. In: Freiburger Diözesan-Archiv, Bd. 104 (1984) (Digitalisat auf freidok.uni-freiburg.de, abgerufen am 30. Januar 2022), S. 19–166, hier S. 29.
7. ↑  Pia Schindele: Die Abtei Lichtenthal Ihr Verhältnis zum Cistercienserorden, zu Päpsten und Bischöfen und zum badischen Landesherrn im Laufe der Jahrhunderte. In: Freiburger Diözesan-Archiv, Bd. 104 (1984) (Digitalisat auf freidok.uni-freiburg.de, abgerufen am 30. Januar 2022), S. 19–166, hier S. 48.
8. ↑  Maria Agnes Wolters: Markgräfin Irmengard von Baden. In: Badische Heimat 40 (1960) S. 355–362. (Digitalisat auf badische-heimat.de, abgerufen am 30. Januar 2022), hier S. 358.
9. ↑  Pia Schindele: Die Abtei Lichtenthal Ihr Verhältnis zum Cistercienserorden, zu Päpsten und Bischöfen und zum badischen Landesherrn im Laufe der Jahrhunderte. In: Freiburger Diözesan-Archiv, Bd. 104 (1984) (Digitalisat auf freidok.uni-freiburg.de, abgerufen am 30. Januar 2022), S. 19–166, hier S. 31 f.
10. 1 2 3 4 5  Maria Agnes Wolters: Markgräfin Irmengard von Baden. In: Badische Heimat 40 (1960) S. 355–362. (Digitalisat auf badische-heimat.de, abgerufen am 30. Januar 2022), hier S. 362.
11. ↑  Vgl. Pia Schindele: Die Abtei Lichtenthal Ihr Verhältnis zum Cistercienserorden, zu Päpsten und Bischöfen und zum badischen Landesherrn im Laufe der Jahrhunderte. In: Freiburger Diözesan-Archiv, Bd. 104 (1984) (Digitalisat auf freidok.uni-freiburg.de, abgerufen am 30. Januar 2022), S. 19–166, hier S. 49: Das älteste Totenbuch Lichtenthals überliefert ihren Heimgang mit den schlichten Worten „obiit Irmengardis Marchionissa Fundatrix.“
12. 1 2  Pia Schindele: Die Abtei Lichtenthal Ihr Verhältnis zum Cistercienserorden, zu Päpsten und Bischöfen und zum badischen Landesherrn im Laufe der Jahrhunderte. In: Freiburger Diözesan-Archiv, Bd. 104 (1984) (Digitalisat auf freidok.uni-freiburg.de, abgerufen am 30. Januar 2022), S. 19–166, hier S. 50.
13. 1 2 3  Ilas Bartusch: Baden-Baden-Lichtental, Kloster Lichtenthal, Klosterkirche, Nr. 4. In: Deutsche Inschriften Online (DI 78: Stadt Baden-Baden und Landkreis Rastatt, 2009). Abgerufen am 30. Januar 2022 (Mit Abbildung der Grabplatte).
14. 1 2 3  Ilas Bartusch: Baden-Baden-Lichtental, Kloster Lichtenthal, Fürstenkapelle, Nr. 23. In: Deutsche Inschriften Online (DI 78, Stadt Baden-Baden und Landkreis Rastatt, 2009). Abgerufen am 30. Januar 2022 (Mit Abbildung des Grabmals).
15. ↑  Andere Abmessungen (Länge 2,71 m, Breite 1,365 m, Länge der Figur 2,02 m) in: Die Kunstdenkmäler Badens, 11. Band, Erste Abteilung: Die Kunstdenkmäler der Stadt Baden-Baden. Bearbeitet von Emil Lacroix, Peter Hirschfeld und Heinrich Niester, Verlag C. F. Müller, Karlsruhe 1942, S. 501.
16. ↑  Zitiert nach B[enedikt] Bauer: Das Frauenkloster Lichtenthal. Geschichte, Kirchen und Altertümer. Pet. Weber Verlagsbuchhandlung, Baden-Baden 1896, S. 261 f. (Digitalisat auf digital.blb-karlsruhe.de, abgerufen am 30. Januar 2022).
17. ↑  Kapitel 5: Siegel von Frauen. Reitersiegel der Irmgard, Markgräfin von Baden. In: Ausstellung des Hauptstaatsarchivs Stuttgart, Siegel - mittelalterliche Kleinodien. Hauptstaatsarchiv Stuttgart, abgerufen am 30. Januar 2022 (Mit Abbildung des Siegels).
18. ↑  Pia Schindele: Die Abtei Lichtenthal Ihr Verhältnis zum Cistercienserorden, zu Päpsten und Bischöfen und zum badischen Landesherrn im Laufe der Jahrhunderte. In: Freiburger Diözesan-Archiv, Bd. 104 (1984) (Digitalisat auf freidok.uni-freiburg.de, abgerufen am 30. Januar 2022), S. 19–166, hier S. 33.
19. ↑  Felix Heinzer: Badische Landesbibliothek Karlsruhe. Die Handschriften der Badischen Landesbibliothek in Karlsruhe. Bd. XI: Die Handschriften von Lichtenthal. Otto Harrassowitz, Wiesbaden 1987, ISBN 3-447-02691 -X (Digitalisat auf digital.blb-karlsruhe.de, abgerufen am 30. Januar 2022), S. 28.
20. ↑  Badische Landesbibliothek, Cod. Lichtenthal 25. - Vgl. Felix Heinzer: Badische Landesbibliothek Karlsruhe. Die Handschriften der Badischen Landesbibliothek in Karlsruhe. Bd. XI: Die Handschriften von Lichtenthal. Otto Harrassowitz, Wiesbaden 1987, ISBN 3-447-02691 -X (Digitalisat auf digital.blb-karlsruhe.de, abgerufen am 30. Januar 2022), S. 108 mit Beschreibung der Herkunft; dort erst seit dem 15. Jahrhundert im Kloster Lichtenthal nachgewiesen.

| Personendaten    | Personendaten        |
| ---------------- | -------------------- |
| NAME             | Irmengard bei Rhein  |
| ALTERNATIVNAMEN  | Irmengard von Baden  |
| KURZBESCHREIBUNG | Markgräfin von Baden |
| GEBURTSDATUM     | um 1200              |
| STERBEDATUM      | 24. Februar 1260     |